# Eptatretus mccoskeri
Eptatretus mccoskeri – gatunek bezszczękowca z rodziny śluzicowatych. 

## Zasięg występowania
Zach. Pacyfik. Okolice Wysp Galapagos.

## Cechy morfologiczne
Osiąga 32 cm długości. 8 otworów skrzelowych z każdej strony ciała. 72-74 gruczoły śluzowe, 14-15 przedskrzelowych, 7 skrzelowych, 40-42 tułowiowe i 10-12 ogonowych. Fałdy brzusznej brak lub jest szczątkowa.
Głowa jest nieco jaśniejsza niż reszta ciała. Pysk ciemny z wyjątkiem białego obrzeżenia wokół otworu gębowego oraz białych wąsów. Fałda ogonowa z białym obrzeżeniem.

## Biologia i ekologia
Występuje na głębokości do 215 m.